# Gigantalcis flavolinearia
Gigantalcis flavolinearia là một loài bướm đêm trong họ Geometridae.